# گریت گرنزدن
گریت گرنزدن (به انگلیسی: Great Gransden) یک روستا و محله مدنی در بریتانیا است که در هانتینگدونشر واقع شده‌است. گریت گرنزدن ۱٬۰۲۳ نفر جمعیت دارد.